# Салвадор на Светском првенству у атлетици на отвореном 2011.
Салвадор је учествовао на 13. Светском првенству у атлетици на отвореном 2011. одржаном у Тегу од 27. августа до 4. септембра тринаести пут, односно учествовао је на свим првенствима до данас. Репрезентацију Салвадора представљала су 2 такмичара (1 мушкарац и 1 жена) који су се такмичили у 2 дисциплине (1 мушка и 1 женска).,
На овом првенству Салвадор није освојио ниједну медаљу, нити је постигнут неки резултат.

## Учесници
| Мушкарци: - Емерсон Ернандез — 20 км ходање | Жене: - Гладис Ландаверде — 1.500 м |

## Резултати

### Мушкарци
| Атлетичар        | Дисциплина   | Лични рекорд | Финале      | Финале       | Детаљи |
| Атлетичар        | Дисциплина   | Лични рекорд | Резултат    | Место        | Детаљи |
| ---------------- | ------------ | ------------ | ----------- | ------------ | ------ |
| Емерсон Ернандез | Ходање 20 км | 1:30:28      | 1:30:48 ЛРС | 31 / 32 (43) |        |

### Жене
| Атлетичарка       | Дисциплина | Лични рекорд | Квалификације | Квалификације | Полуфинале            | Полуфинале            | Финале                | Финале       | Детаљи |
| Атлетичарка       | Дисциплина | Лични рекорд | Резултат      | Место         | Резултат              | Место                 | Резултат              | Место        | Детаљи |
| ----------------- | ---------- | ------------ | ------------- | ------------- | --------------------- | --------------------- | --------------------- | ------------ | ------ |
| Гладис Ландаверде | 1.500 м    | 4:26,58      | 4:28,50 ЛРС   | 9. у гр. 2    | није се квалификовала | није се квалификовала | није се квалификовала | 26 / 28 (35) |        |